# مینیمال تکنو
تکنوی مینیمال یا اصطلاحاً مینیمال تکنو زیرشاخه‌ای از موسیقی تکنو است. مشخصه آن نوعی زیبایی‌شناسی پیراسته شده است که از تکرار و سِیر کم بیان بهره می‌گیرد. تصور می‌شود که تکنوی مینیمال را ابتدا در اوایل دههٔ ۱۹۹۰ رابرت هود و دانیل بل، تهیه‌کنندگان مستقر در دیترویت توسعه داده دادند. در اوایل دههٔ ۲۰۰۰، اصطلاح «مینیمال» به‌طور کلی سبکی از تکنو را توصیف می‌کرد که آن را در آلمان لیبل‌هایی مانندKompakt Perlon و M-nus متعلق به ریچی هاوتین محبوب ساختند.

## ریشه‌ها

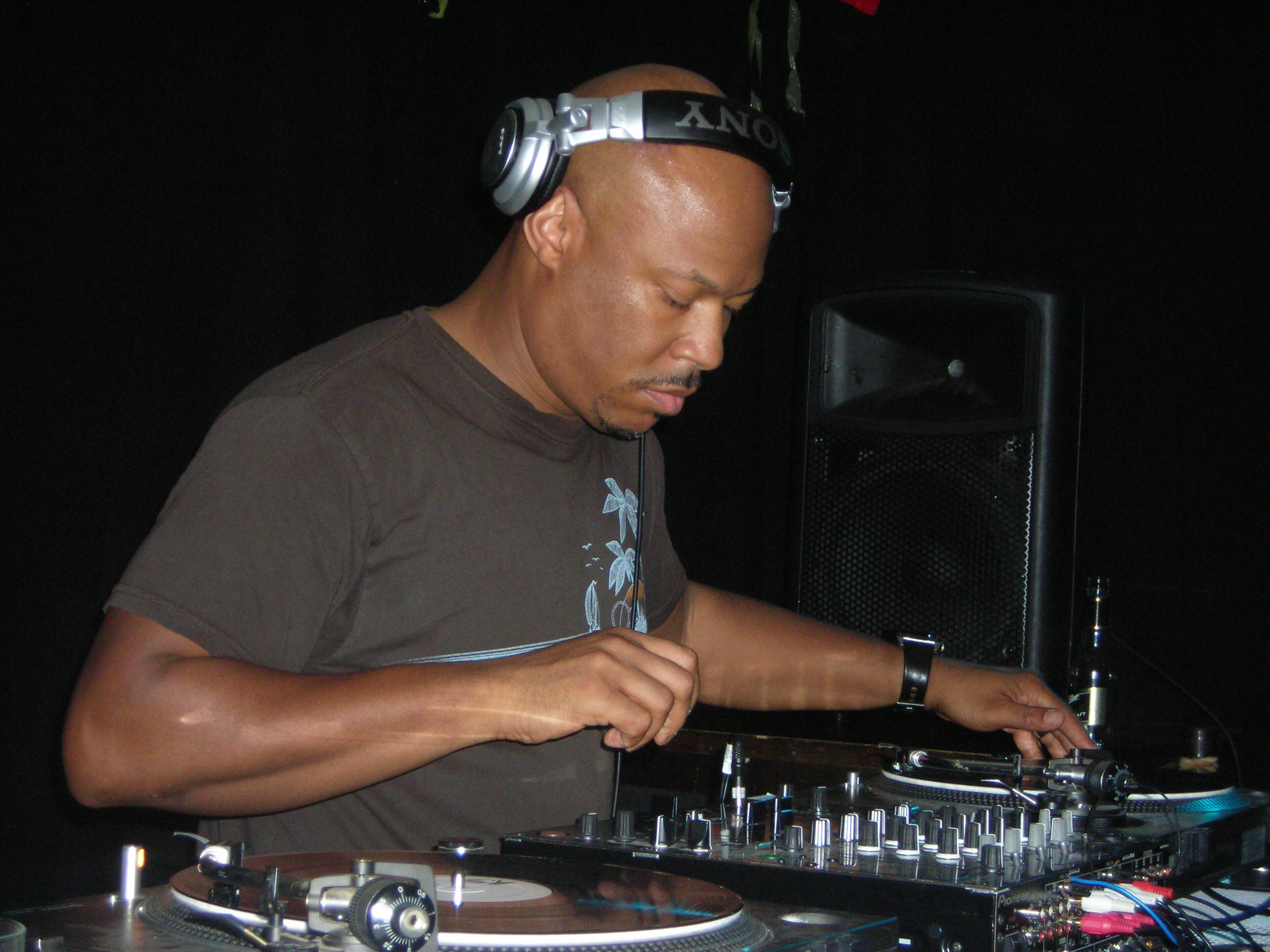
رابرت هود در حال دی‌جی در سال ۲۰۰۹

مینیمال تکنو اولین بار در اوایل دههٔ ۱۹۹۰ ظهور کرد. توسعه این سبک اغلب به، به اصطلاح «موج دوم» تولیدکنندگان آمریکایی مرتبط با تکنوی دیترویت نسبت داده می‌شود. به گفتهٔ دریک می، «در حالی که هنرمندان موج اول از موفقیت اولیه جهانی خود لذت می‌بردند، تکنو همچنین الهام‌بخش بسیاری از دی‌جی‌ها و 'تهیه‌کنندگان اتاق خواب' در حال ظهور در دیترویت بود.» این نسل جوان شامل تهیه‌کنندگانی مانند ریچی هاوتین، دانیل بل، رابرت هود، جف میلز، کارل کری، کنی لارکین و مایک بنکس بود. آثار چند تن از این هنرمندان به گونه‌ای تکامل یافت که بر مینیمالیسم متمرکز شد.
رابرت هود اوضاع را در اوایل دهه ۱۹۹۰ به گونه‌ای توصیف می‌کند که در آن تکنو بیش از حد «هیجانی» (ravey) شده بود، با سرعت فزاینده‌ای که منجر به ظهور گبر (gabber) شد. چنین روندهایی شاهد نابودی تکنویی بود که با موسیقی سول تلفیق شده بود که نمونهٔ صدای اصلی دیترویت بود. رابرت هود اشاره کرده است که او و دنیل بل هر دو متوجه شدند که چیزی در تکنو در دوران پسا-rave گم شده است و دیدند که یکی از ویژگی‌های مهم صدای تکنو از بین رفته است. هود بیان می‌کند که «از منظر تولید عالی به نظر می‌رسید، اما یک عنصر «جک» در ساختار [قدیمی] وجود داشت. مردم شکایت می‌کنند که دیگر خبری از فانک، هیچ احساسی در تکنو نیست، و راه فرار آسان این است که یک خواننده و مقداری پیانو روی آن بگذاریم تا شکاف احساسی را پر کنیم. فکر می‌کردم زمان بازگشت به زیرزمین اصلی فرارسیده است.»
صدای تکنوی مینیمال که در این زمان پدیدار شد را رابرت هود به عنوان «صدای سادهٔ پیراسته و خام اولیه» تعریف می‌کند. فقط درام، بیس‌لاین و حس-ریتم‌های (Groove) فانکی و فقط موارد ضروری. فقط چیزی که برای وادار کردن مردم به حرکت ضروری است. من شروع کردم به آن به عنوان یک علم نگاه کنم، هنر وادار کردن مردم به اینکه باسن‌شان را تکان دهند، صحبت کردن با قلب‌شان، ذهن و روحشان. این یک صدای تکنوی ریتمیک است که در قلب حس می‌شود.» دنیل بل اظهار داشته است که از مینیمالیسم به معنای هنری کلمه بیزار بوده و آن را بیش از حد «هنری» می‌داند.

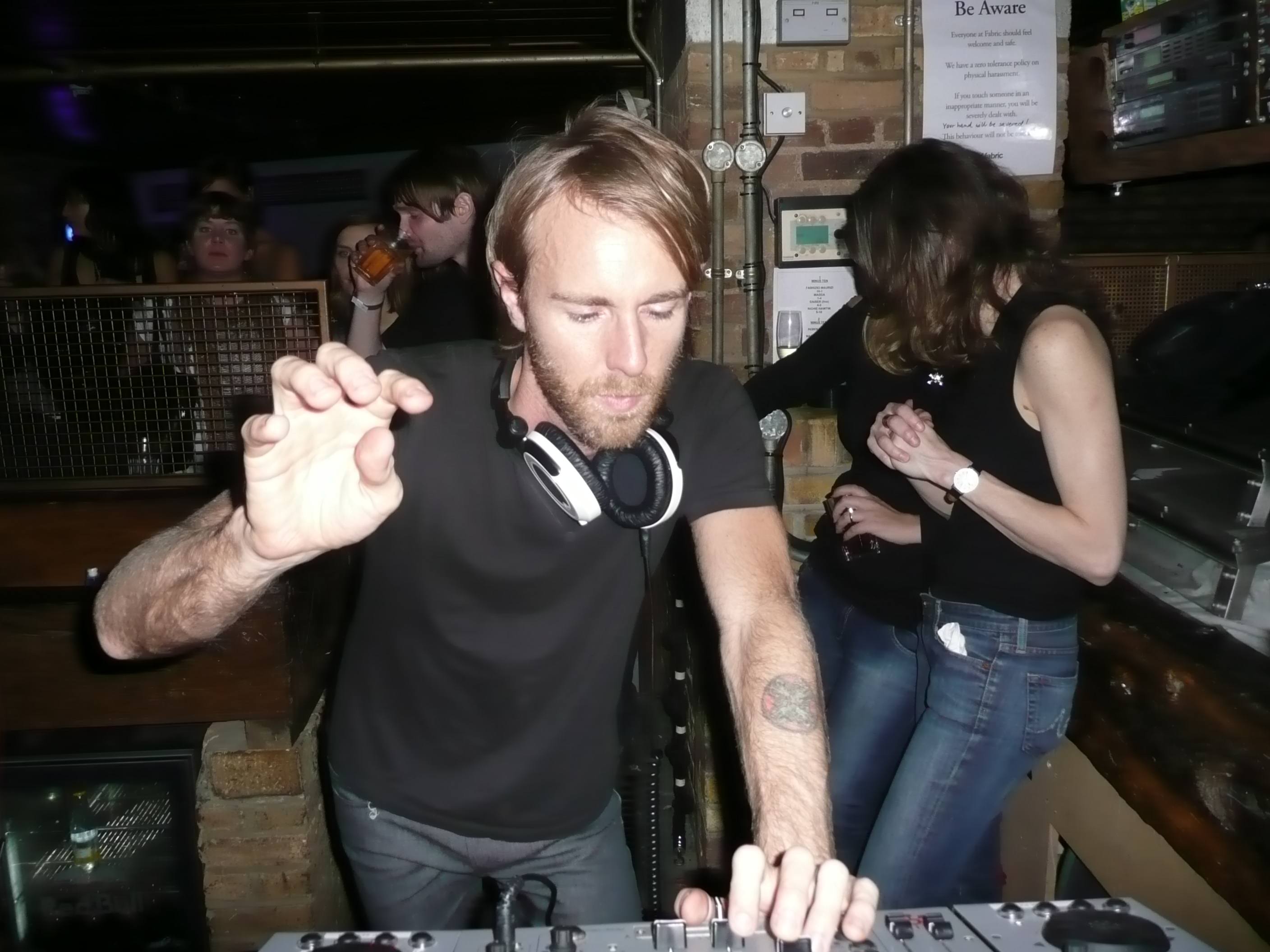
ریچی هاوتین در حال دی‌جی در Fabric

در کتاب فرهنگ صوتی: قرائت‌هایی در موسیقی مدرن (۲۰۰۴)، فیلیپ شربرن، روزنامه‌نگار موسیقی بیان می‌کند که مانند اکثر موسیقی‌های رقص الکترونیکی معاصر، تکنو مینیمال ریشه در آثار پیشگامان برجسته‌ای مانند کرافت‌ورک و دریک می از سبک دیترویت تکنو و خوان اتکینز دارد. تکنو مینیمال بر «ریتم و تکرار به جای ملودی و پیشرفت خطی» تمرکز دارد، دقیقاً مانند موسیقی کلاسیکِ مینیمالیست و سنت موسیقی چند-ریتمی موسیقی آفریقایی که به الهام‌بخشی به آن کمک کرد. طبق گفته شربرن، تا سال ۱۹۹۴، اصطلاح «مینیمال» برای توصیف «هر گونه مشتقات اسیدی سبک کلاسیک دیترویت» مورد استفاده قرار گرفت.
دانیل چمبرلین، نویسندهٔ ساکن لس آنجلس، ریشه و منشأ مینیمال تکنو را به تولیدکنندگان آلمانی، Basic Channel نسبت می‌دهد. چمبرلین میان تولیدات ریچی هاوتین، ولفگانگ ووگت، Surgeon و تکنیک‌های موسیقی فازی که مورد استفادهٔ آهنگساز مینیمالیست آمریکایی استیو رایش است، به تشابهاتی اشاره می‌کند. چمبرلین همچنین استفاده از زمینه‌نواهای سینوسی از سوی آهنگساز مینیمالیست لامونته یانگ و الگوهای تکراریِ "In C" اثر آهنگساز مینیمالیست تری رایلی را از دیگر تأثیرات مینیمال تکنو می‌داند. شربرن پیشنهاد کرده است که شباهت‌های ذکر شده بین فرم‌های مینیمال موسیقی رقص و مینیمالیسم آمریکایی به راحتی می‌تواند تصادفی باشد. او همچنین خاطرنشان می‌کند که بسیاری از فناوریِ موسیقی مورد استفاده در موسیقی رقص الکترونیکی به‌طور سنتی برای مطابقت با روش‌های آهنگسازی مبتنی بر حلقه (loop) طراحی شده است، که ممکن است توضیح دهد که چرا برخی از ویژگی‌های سبکی صدای مینیمال تکنو شبیه به کارهایی از رایش است که از تکنیک‌های حلقه‌ها و فازبندی-الگو استفاده می‌کند.

## سبک
فیلیپ شربرن پیشنهاد می‌کند که مینیمال تکنو از دو رویکرد سبک خاص استفاده می‌کند: اسکلت‌گرایی و توده‌بخشی. به گفتهٔ شربرن، در مینیمال تکنوی اسکلتی، تنها عناصر اصلی با تزیینات استفاده می‌شود که فقط به خاطر تنوع در آهنگ استفاده می‌شود. در مقابل، توده‌بندی سبکی از مینیمالیسم است که در آن صداهای زیادی در طول زمان لایه‌بندی می‌شوند، اما با تغییرات کمی در عناصر صوتی. امروزه تأثیر سبک‌های مینیمال موسیقی هاوس و تکنو نه تنها در موسیقی کلوپ یافت می‌شود، بلکه به‌طور فزاینده ای در موسیقی محبوب شنیده می‌شود. او می‌نویسد، صرف‌نظر از سبک، «تکنو حداقل چنان به قلب تکرار می‌رود که اغلب الهام‌بخش توصیف‌هایی مانند «اسپارت»، «کلینیکی»، «ریاضی» و «علمی» است.»
سرعت متوسط یک آهنگ مینیمال تکنو بین ۱۲۵ تا ۱۳۰ ضربه در دقیقه است. ریچی هاوتین ۱۲۸ ضربه در دقیقه را به عنوان سرعت عالی پیشنهاد می‌کند. در اوایل صحنهٔ مینیمال تکنو، بیشتر آهنگ‌ها حول یک درام‌ساز Roland TR-808 یا Roland TR-909 ساخته می‌شدند. هر دو هنوز اغلب در آهنگ‌های مینیمال تکنوی امروزی استفاده می‌شوند. بر خلاف مینیمال هاوس، تکنو مینیمال کمتر آفریقا-محور است و بیشتر بر فرکانس‌های میانه تمرکز می‌کند تا باس‌های عمیق.

## توسعه
بسیاری از پروژه‌ها در مکان‌های دیگر، مانند پروژه‌های Regis در بریتانیا، Basic Channel در برلین و میکا واینیو در فنلاند نیز سهم قابل توجهی در مینیمال تکنو داشته‌اند.
در سال‌های اخیر این ژانر به شدت تحت تأثیر ژانر میکرو هاوس قرار گرفته است تا جایی که با آن ادغام شده است. همچنین به تعداد زیادی از زیرژانرهایی که طبقه‌بندی آن‌ها دشوار است، تقسیم شده است که تحت همین عنوان از سوی برچسب‌های تکنو و میکروهاوس ارائه می‌شود.
مینیمال تکنو از سال ۲۰۰۴ در مکان‌هایی مانند رومانی، آلمان، پرتغال، ژاپن، فرانسه، بلژیک، آفریقای جنوبی، هلند، اسپانیا، سریلانکا، ایتالیا، ایرلند و بریتانیا در کلاب‌های جریان اصلی محبوبیت پیدا کرد. دی‌جی‌هایی از طیف گسترده‌ای از ژانرها که عناصر مختلفی از نواهای آن را در آثار خود ترکیب می‌کنند. در سال ۲۰۰۳، زمانی که کایلی مینوگ این نوع صدا را در آهنگ مشهور شمارهٔ یک خود «آهسته» به کار گرفت، مینیمال تکنو مورد توجه تجاری گسترده‌ای قرار گرفت، در حالی که در سال‌های بعدی آثار M.A.N.D.Y. و Booka Shade را will.i.am نمونه‌برداری می‌کرد.
برچسب‌های ضبط تخصصی در مینیمال تکنو عبارتند از [a:rpia:r]، تروم شال پلاتن ،BPitch Control ،Cocoon Recordings ، کامپکت ,Perlon Clink ،Plus8 و Sähkö Recordings